# 59. østlige længdekreds
Den 59. østlige længdekreds (eller 59 grader østlig længde) er en længdekreds, der ligger 59 grader øst for nulmeridianen. Den løber gennem Ishavet, Europa, Asien, det Indiske Ocean, det Sydlige Ishav og Antarktis.